# Tori-Bossito
Tori-Bossito är en kommun i departementet Atlantique i Benin. Kommunen har en yta på 263 km2, och den hade 57 632 invånare år 2013.

## Arrondissement
Tori-Bossito är delat i sex arrondissement: Avamè, Azohouè-Aliho, Azohouè-Cada, Tori-Bossito, Tori-Cada och Tori-Gare.